# Tiv'on
Tiv'on (hebrejsky: טבעון) byla vesnice v Izraeli, v Haifském distriktu začleněná roku 1958 do města Kirjat Tiv'on.
Nachází se v nadmořské výšce cca 150 metrů na pahorcích, které jsou nejzazším výběžkem Dolní Galileji, situovaných na rozhraní Zebulunského a Jizre'elského údolí. Na jihozápad od bývalé obce terén klesá do údolí řeky Kišon, na jejímž protějším břehu se zvedá prudký svah pohoří Karmel. Leží cca 16 kilometrů jihovýchodně od Haify. Na dopravní síť je napojena hustou sítí místních komunikací a dálnice číslo 75.
Vesnice byla založena roku 1946. V roce 1958 došlo ke sloučení dosud samostatných obcí Tiv'on, Elroj a Kirjat Amal do jednoho města, které získalo název Kirjat Tiv'on.